# Jack Eskridge
John Wallace Eskridge, detto Jack (21 gennaio 1924 – Independence, 11 febbraio 2013), è stato un cestista e allenatore di pallacanestro statunitense, professionista nella BAA.